# 徐節 (成化進士)
徐節（1435年—1516年），字時中，浙江嚴州府壽昌縣人，貴州衛軍籍。明朝政治人物。進士出身。

## 生平
雲南鄉試第十八名。成化八年（1472年）壬辰科會試第二百四名，殿試登進士第三甲第一百三十六名，授內鄉知縣，十五年三月擔任試監察御史，十六年二月實授福建道御史，二十年五月奉命清理顺天并直隶永平等府州军伍，弘治元年出任太平府知府，十二年正月升任雲南布政使司右參政，攻破梁山竹箐等叛軍，十四年十二月升广西右布政使，十七年十一月升广东左布政使，正德元年五月升任都察院右副都御史、提督雁门等关兼巡抚山西地方。因忤逆劉瑾，三年六月被貶歸鄉。劉瑾被誅后，恢復官職致仕，正德十一年卒。

## 著作
著有《蝉噪集》。

## 家族
曾祖父徐伯遜。祖父徐子旭。父亲徐資。